# Teorier om mervärdet

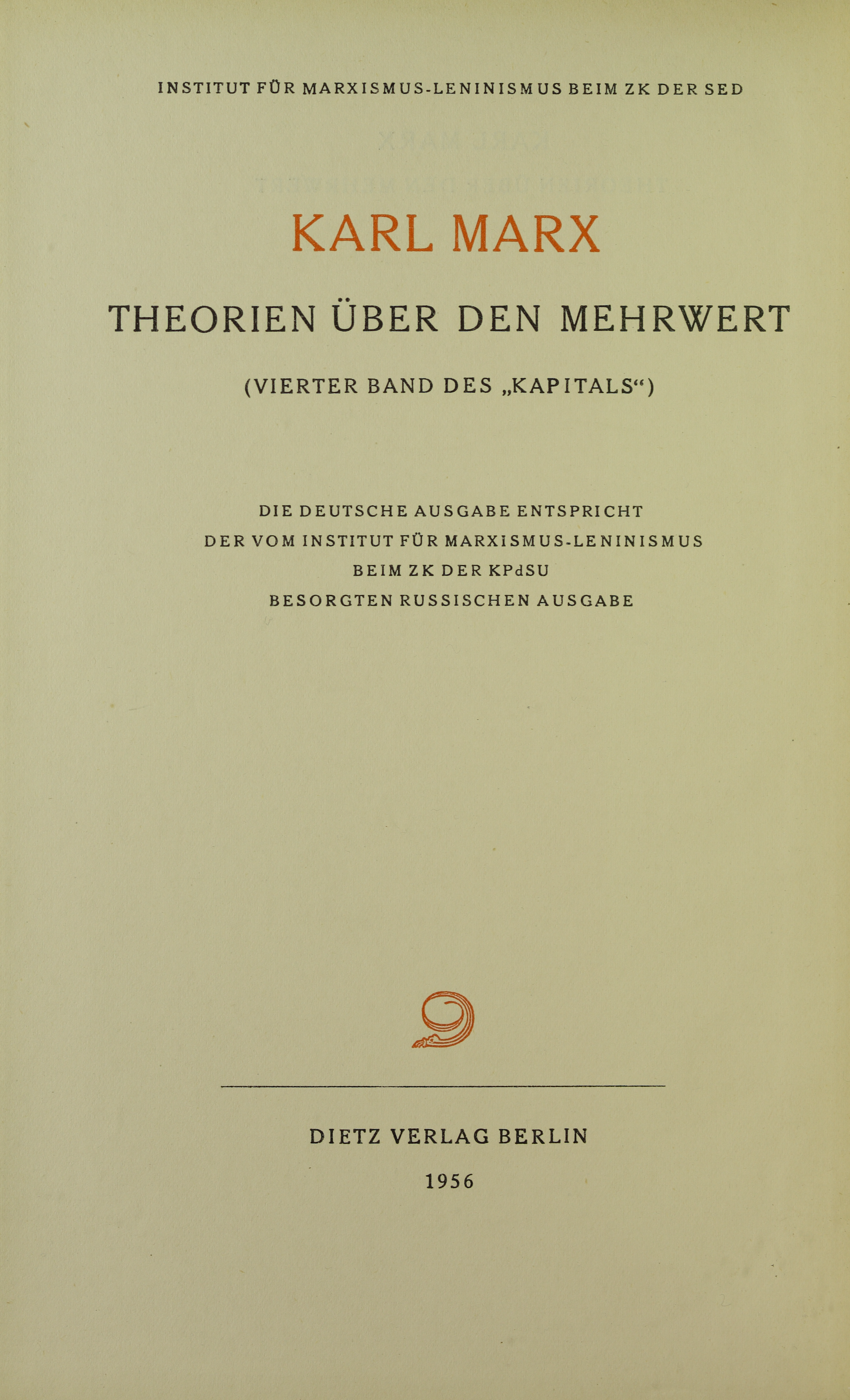
Theorien über den Mehrwert, 1956

Teorier om mervärdet (ty. Theorien über den Mehrwert) är det redaktionella namnet på en del av de ekonomikritiska manuskript som Karl Marx skrev åren 1861-1863. Ibland kallas Teorier om mervärdet Kapitalets fjärde band, då Marx i vissa av sina utkast till plan för sitt stora ekonomiska arbete placerade avdelningen om den politiska ekonomins historia efter de tre teoretiska böckerna i Kapitalet. När Marx dog 1883 var varken Teorier om mervärdet eller Kapitalets andra och tredje band publicerade. Det blev istället Karl Kautsky som åren 1905-1910 kom att publicera Teorier om mervärdet. När Institutet för marxismen-leninismen vid Sovjetunionens kommunistiska partis centralkommitté 1954 gav ut skriften på ryska gjordes en del ändringar i Kautskys disposition, i syfte att "komma närmare Marx intentioner". På svenska utkom en översättning i urval (ca. 400 sidor) år 1975. Den publicerades i "Karl Marx, Friedrich Engels: Skrifter i urval. Ekonomiska skrifter".

## Innehåll
I Teorier om mervärdet redogör Marx för en kritisk läsning av de ekonomiska teoriernas historia från 1600-talet till 1800-talets mitt. Stort utrymme ges åt Adam Smith och David Ricardo, men även ett stort antal andra ekonomer behandlas. Vissa temata berörs djupare i Teorier om mervärdet än i någon annan av Marx texter, exempelvis distinktionen mellan produktivt och improduktivt arbete.

## Utgivning
- Skrifter i urval. Ekonomiska skrifter.  / Friedrich Engels, Karl Marx. Bo Cavefors Boksförlag 1975, ISBN 91-504-0293-5
- Werke in 43 Bänden, Band 26.1: Theorien über den Mehrwert, Teil 1: BD 26 / TEIL 1 / Friedrich Engels, Karl Marx. ISBN 978-3320002282
- Werke in 43 Bänden, Band 26.2: Theorien über den Mehrwert, Teil 2: BD 26 / TEIL 2 / Friedrich Engels, Karl Marx. ISBN 978-3320002299
- Werke in 43 Bänden, Band 26.3: Theorien über den Mehrwert, Teil 3: BD 26 / TEIL 3 / Friedrich Engels, Karl Marx. ISBN 978-3320002305